# مبرهنة مارغولوس-ليفيتين
مبرهنة مارغولوس-ليفيتين، التي سميت باسم نورمان مارغولوس وليف ب. ليفيتين، تعطي حدًا أساسيًا للحساب الكمي (بالمعنى الدقيق لدقة على جميع أشكال الحساب). لا يمكن أن يكون معدل المعالجة أعلى من 6 × 1033 عملية في الثانية لكل جول من الطاقة. أو ذكر ملزمة لمدة بت واحد:
يحتاج نظام الكم من الطاقة E على الأقل في وقت {\displaystyle {\frac {h}{4E}}} للانتقال من حالة واحدة إلى دولة متعامدة، حيث h هو ثابت بلانك ( 6.626 × 10−34 J.S) و E هو متوسط الطاقة.